# Folke Thulin
Folke Gabriel Thulin, född 23 februari 1897 i Hedvig Eleonora församling, Stockholms stad, död 14 november 1979 i Örgryte församling, Göteborgs och Bohus län,  var en svensk civilingenjör och företagsledare. Han var son till Gabriel Thulin och tvillingbror till olof Thulin. 
Thulin avlade civilingenjörsexamen vid Kungliga tekniska högskolan 1919. Han var verkställande direktör för Mölnlycke AB 1939–1959. Thulin invaldes 1957 som ledamot av Ingenjörsvetenskapsakademien och blev 1974 teknologie hedersdoktor vid Chalmers tekniska högskola.